# Caroline Nagtegaal-van Doorn
Caroline Nagtegaal-van Doorn (ur. 1 czerwca 1980 w Utrechcie) – holenderska polityk, działaczka Partii Ludowej na rzecz Wolności i Demokracji, posłanka do Parlamentu Europejskiego VIII i IX kadencji.

## Życiorys
W latach 2000–2004 pracowała jako asystentka studentów na Uniwersytecie Erazma w Rotterdamie. Następnie do 2010 zatrudniona w przedsiębiorstwie konsultingowym KPMG. Pracowała również na stanowiskach doradczych i menedżerskich w porcie morskim Rotterdam i porcie lotniczym Amsterdam-Schiphol.
W 2002 wstąpiła do Partii Ludowej na rzecz Wolności i Demokracji. Była sekretarzem partyjnego komitetu do spraw europejskich. W 2014 kandydowała bez powodzenia w wyborach europejskich. Mandat posłanki do PE VIII kadencji objęła w listopadzie 2017 w miejsce Cory van Nieuwenhuizen. Dołączyła do frakcji Porozumienia Liberałów i Demokratów na rzecz Europy. W 2019 z powodzeniem ubiegała się o reelekcję.